# Козелецкий район
Козе́лецкий райо́н (укр. Козелецький район) — административно-территориальная единица, существовавшая с 1923 по 2020 год. В 1923—1925 годах район входил в состав Нежинского округа Черниговской губернии Украинской Социалистической Советской Республики Советского Союза, с 1925 по 1930 год — в состав того же округа, входящего напрямую в состав Украинской ССР. С 27 февраля до 15 октября 1932 года район входил в состав Киевской области, а с октября 1932 года до упразднения в июле 2020 года — в состав Черниговской области УССР (до 1991 г.) и независимой Украины. Административный центр — посёлок городского типа Козелец.

## Административно-территориальное деление
Всего на территории Козелецкого района располагались 111 населённых пунктов (по данным на 01.01.2006 г.): 1 город (Остёр), 2 пгт (Козелец и Десна) и 108 сёл. Район состоял из 1 городского, 2 поселковых и 40 сельских советов.

## География
Козелецкий район располагался на юго-западе Черниговщины. На севере он граничил с Черниговским, на северо-востоке — с Куликовским, на востоке — с Носовским, на юго-востоке — с Бобровицким районами Черниговской области, на юге — с Броварским, на юго-западе — с Вышгородским, на западе — с Иванковским районами Киевской области.
Максимальная высота над уровнем моря — 130 м. Десна и Остёр — важнейшие реки. Леса расположены преимущественно на запад от Десны, также есть массивы на восток, но их площадь меньше. Близлежащие земли к Десне и Киевскому водохранилищу значительно заболочены. Русло Десны изобилует меандрами и старицами. Ж/д сообщение в районе отсутствует. Через Козелецкий район проходит дорога М-01/Е-95 и Т-2509 направления Чернигов-Киев. На западе район омывается Киевским водохранилищем. Десна — судоходная река, поэтому каждый населённый пункт на берегу Десны имел пристань, а Остёр, Рудня и Евминка — якорные стоянки.
На западе района в междуречье Днепра и Десны был расположен Межреченский региональный ландшафтный парк, созданный в 2002 году. Между руслом Десны и автодорогой М-01 юго-восточнее села Крехаев расположена маленькая часть (8,7 % — 1287,5 га из 14 836 га общей площади) национального парка «Залесье», созданного 11 декабря 2009 года. На территории района также были расположены два природоохранных объекта общегосударственного значения: Сосенский гидрологический заказник и гидрологический памятник природы Озеро Святое, созданные соответственно 11 августа 1980 года и 30 марта 1981 года, и 25 природоохранных объектов местного значения.

## Экономика
Козелец, Остёр и Чемер — крупные промышленные центры района. Ведущие отрасли: машиностроение (виды — тракторное и сельскохозяйственное), пищевая (отрасли — маслосыродельная, молочная, спиртовая), легкая (отрасли — текстильная, швейная), промышленность строительных материалов. Аграрный сектор представлен мясо-молочным скотоводством, свиноводством, культивацией зерновых культур, картофеля и сахарной свеклы. Возле Козельца добывают торф.

## История
Козелецкий район был образован в 1923 году. С 1923 по 1925 года район входил в состав Нежинского округа Черниговской губернии. После упразднения губерний в Украинской ССР округ напрямую был подчинён союзной республике с июля 1925 по  30 июня 1930 года. После упразднения окружного деления район напрямую входил в состав Украинской ССР до 1932 года.
27 февраля 1932 года Козелецкий район вошёл в состав Киевской области, а 15 октября того же года — в состав выделенной из неё Черниговской области, в которую входил до самого упразднения.
30 ноября 1960 года к Козелецкому району была присоединена часть территории упразднённого Олишевского района. 17 июля 2020 года в результате административно-территориальной реформы район вошёл в состав Черниговского района.

## Археология
Важнейшие археологические памятники района:
| Археологический памятник                | Количество | Местонахождение                                                   |
| --------------------------------------- | ---------- | ----------------------------------------------------------------- |
| Поселения эпохи неолита                 | 7          | Волчок, Даниевка, Козелец, Крехаев, Моровск, Пархимов, Сорокошичи |
| Поселения трипольской культуры          | 4          | Выползов, Евминка, Лутава, Остёр                                  |
| Поселения эпохи бронзы                  | 2          | Волчок, Выползов                                                  |
| Поселения 8-3 вв. до н. э.              | 1          | Борки                                                             |
| Поселения ранних славян 2-5 вв.         | 1          | Козелец                                                           |
| Летописные города периода Киевской Руси | 6          | Выползов, Козелец, Лутава, Максим, Моровск, Чемер                 |
| Поселения периода Киевской Руси         | 2          | Выползов, Козелец                                                 |
| Городища периода Киевской Руси          | 2          | Выползов, Козелец                                                 |

## Известные люди

### На территории района родились
- Разумовский, Алексей Григорьевич (1709—1771) — генерал-фельдмаршал Русской армии
- Разумовский, Кирилл Григорьевич (1728—1803) — гетман Войска Запорожского, генерал-фельдмаршал Русской службы, президент Российской Академии Наук
- Нэлепп, Георгий Михайлович (1904—1957) — оперный певец, народный артист СССР (1951)
- Пономаренко, Григорий Фёдорович (1921—1996) — композитор, баянист, народный артист СССР (1990)
- Неговский, Владимир Александрович (1909—2003) — академик Российской академии медицинских наук, д.м.н., профессор, лауреат Государственных премий СССР (1952, 1970)[4]
- Левитанский, Юрий Давидович (1922—1996) — русский советский поэт, переводчик[5]
- Петренко, Алексей Васильевич (1938—2017) — советский и российский актёр театра и кино, народный артист РСФСР (1988)
- Юла, Яков Степанович (1924—1982) — Герой Советского Союза (1945)